# リングレーザージャイロスコープ

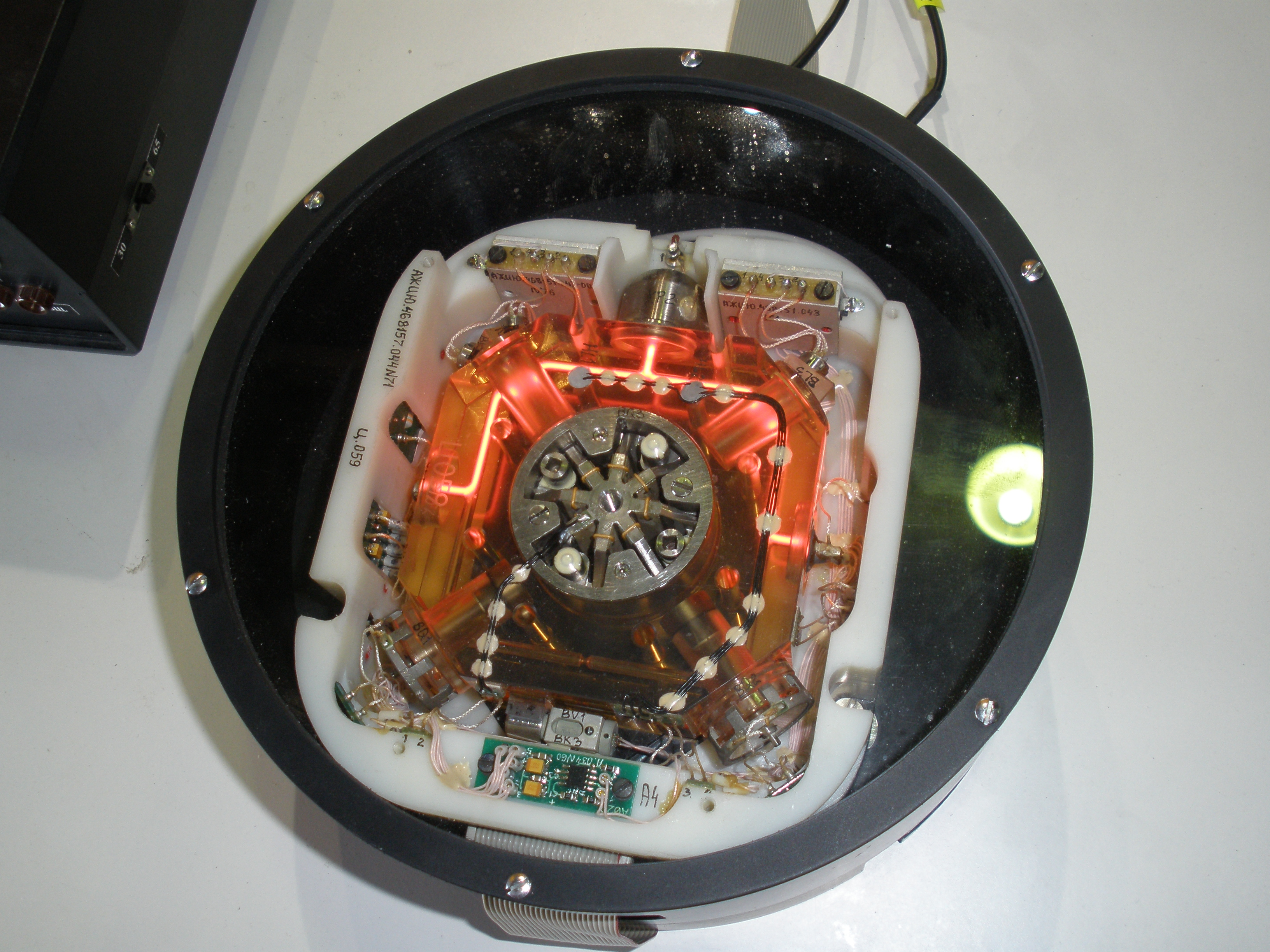
MAKSで展示された、アーセナル製のリングレーザージャイロ

リングレーザージャイロスコープ（英: ring laser gyroscope, RLG）は、ジャイロスコープの一種。光学リング内で回転によって生じる光路差によって生じるレーザー光の干渉を検出することで角変移を検出する。サニャック効果の一例である。

## 概説
リングレーザージャイロの最初の実験はアメリカ海軍の Macek と Davis によって1963年に実演された。世界規模で多くの企業や機関によって技術開発が進められ、その高い確度（0.01度毎時）と可動部を持たないことでもたらされる高信頼性により、現在では慣性航法装置に搭載されている。
RLGは慣性航法装置の（それぞれの1つの自由度）基幹を司る。従来の回転式ジャイロスコープに比して装置が小型軽量で可動部を有さず、摩擦がなく固有ドリフトがない優位性を持つ。機械式ジャイロスコープは定期的な部品交換を要するがRLGは事実上消耗せず、航空機に使用されている。
RLGは機械式ジャイロよりも正確であるが、超低速回転時にはロックイン (lock-in) と呼ばれる現象の影響を受け、回転を正しく検出できなくなる。超低速回転時、順方向、反回転方向のレーザー光の周波数が極めて近接する。双方の光がクロストークにより他方の光路に入りレーザ発振部に到達すると、レーザ発振のインジェクションロッキングが起き、ファイバーの上にできる定在波が角変位に反応せず固定化されてしまう。これを防ぐには、強制ディザリングが有効である。
強制ディザリングでは、機械式スプリングの共振を利用し、レーザキャビティを回転方向に前後に振動させる。 通常、振動数400ヘルツ、最大瞬間角速度 1秒（1/3600度）毎秒を用いる。しかし、このディザリングによってもロックインを完全に防ぐことはできない。ディザリングの振動の方向が変わるたびに、回転速度がほとんど0になる時間帯があり、このとき短い時間ながらもロックインが発生する。外部の回転の変動がこのタイミングと同期することにより、微小なロックインによる誤差が蓄積し大きな誤差となる可能性がある。この誤差は、400ヘルツの振動波形にノイズをいれることにより緩和することができる。
光ファイバジャイロスコープは、リングレーザージャイロと作動が似ているが、レーザー光は幾重にも巻かれた光ファイバー内を通過する。

## RLG搭載機の例
- アグニIII（英語版）[2]
- エアバスA320[3]
- テジャス
- トライデント I/II
- ボーイング757-200
- ボーイング 777[4]
- ASM-135 ASAT
- B-52H AMIアップデート[5]
- F-16
- F-15E ストライクイーグル
- EF-111 レイブン
- MC-130 コンバット・タロンI/II
- MH-60R/MH-60S
- MK39[6]
- MQ-1C
- P-3C (改修)
- Shaurya（英語版）[7]
- SU-30MKI フランカーH
- T-4 (練習機) - RLGを用いたストラップダウン型の姿勢方位基準装置を本格採用[8]